# بیضا (حماة)
بیضا (به عربی: البیضاء)، روستایی در منطقه مصیاف در استان حماة در سوریه است. این روستا، ۱٬۱۷۳ نفر جمعیت دارد و ۵۱۰ متر بالاتر از سطح دریا واقع شده است.